# صلات ظهر
صلات ظهر فیلمی به کارگردانی و نویسندگی سعید مطلبی محصول سال ۱۳۵۳ است.

## خلاصه داستان
همه به کاکامصطفی (ناصر ملک‌مطیعی)، علم کش و معتمد محل، احترام می‌گذارند. او درصدد است که کریم (فرامرز قریبیان)، مرید خود را به عنوان علم کش معرفی کند. برادران بی بی حسن برادر رحمان (حسین گیل) را به قتل می‌رسانند و هفت نفر آنها به زندان می‌افتند. برادران بی بی حسن خواهرشان سوری (فرزانه تأییدی) را به کاکا مصطفی می‌سپارند. رحمان به زادگاهش شیراز بازمی‌گردد و وانمود می‌کند که کینه‌ای از برادران بی بی حسن به دل ندارد. رحمان از سوری، که در خانهٔ کاکامصطفی ساکن است، هتک حیثیت می‌کند، و دختر به خانه ای عمومی پناه می‌برد. عباس (محسن آراسته) شایع می‌کند که کریم سوری را بی سیرت کرده، و کاکا مصطفی که به کریم ایمان دارد خود را به عنوان متجاوز معرفی می‌کند. فقط کریم و مادر کاکا مصطفی (نادره) یقین دارند که کاکامصطفی به مصلحت خود را بدنام کرده‌است. رحمان در مرافعه ای به کار خود اعتراف می‌کند و در امام زاده از کاکامصطفی قول می‌گیرد که راز او را محفوظ نگه دارد. کاکامصطفی سوری را می‌یابد و به خانه می‌برد. برادران بی بی حسن از زندان آزاد می‌شوند و کاکامصطفی را به ضربهٔ چاقو مضروب می‌کنند. رحمان سر می‌رسد و حقیقت را فاش می‌کند و بر نجابت و امانت داری کاکامصطفی شهادت می‌دهد.

## بازیگران
- ناصر ملک‌مطیعی
- فرزانه تأییدی
- فرامرز قریبیان
- حسین گیل
- حمیده خیرآبادی
- ساغر